# Vật liệu xây dựng

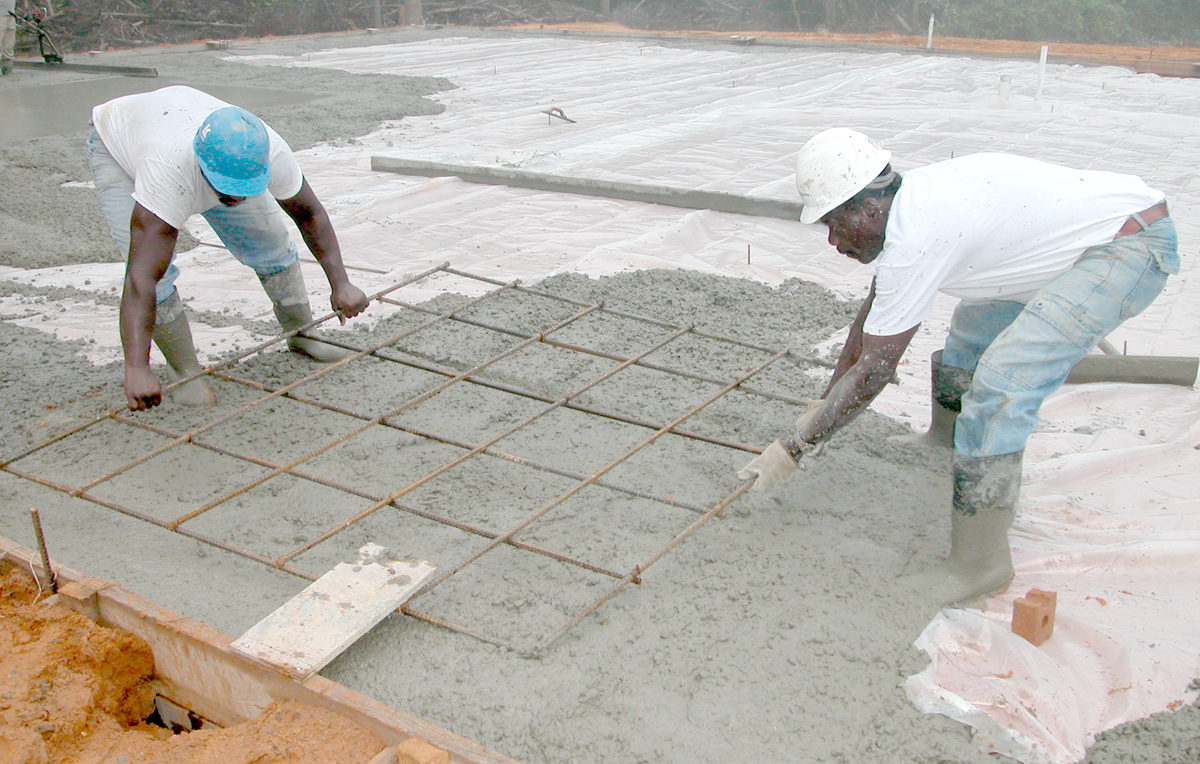
Bê tông và cốt thép để xây nền nhà.

Vật liệu xây dựng là bất kỳ vật liệu được sử dụng cho mục đích xây dựng. Nhiều vật liệu xây dựng tồn tại sẵn trong tự nhiên, chẳng hạn như đất sét, đá, cát, và gỗ, thậm chí cành cây và lá, đã được sử dụng để xây dựng các tòa nhà. Ngoài các vật liệu tự nhiên, nhiều sản phẩm nhân tạo được sử dụng, một số tổng hợp ít hoặc nhiều. Sản xuất các vật liệu xây dựng là một ngành công nghiệp được thiết lập ở nhiều nước và việc sử dụng các vật liệu này thường được tách ra thành các ngành nghề chuyên môn cụ thể, chẳng hạn như nghề mộc, cách nhiệt, hệ thống ống nước, và công việc lợp mái. Chúng cung cấp thành phần của nơi sinh hoạt và các cấu trúc bao gồm cả nhà.

## Tổng chi phí vật liệu xây dựng
Trong lịch sử, có xu hướng vật liệu xây dựng từ tự nhiên để trở thành nhân tạo và composite nhiều hơn; phân huỷ sinh học đến không thể bị hư hỏng; bản địa (địa phương) được vận chuyển trên toàn cầu; sửa chữa để dùng một lần; được lựa chọn để tăng cường độ an toàn về hỏa hoạn và cải thiện khả năng chống chấn động. Những xu hướng này có xu hướng làm tăng chi phí kinh tế, sinh thái, năng lượng và xã hội ban đầu của vật liệu xây dựng.

### Chi phí kinh tế
Chi phí kinh tế ban đầu của vật liệu xây dựng là giá mua. Đây thường là điều chi phối quá trình ra quyết định về những tài liệu nào cần sử dụng. Đôi khi người ta xem xét việc tiết kiệm năng lượng hoặc độ bền của vật liệu và thấy giá trị phải trả chi phí ban đầu cao hơn để đổi lấy chi phí đời đời thấp hơn. Ví dụ, một mái mái ván asphalt tốn kém hơn một mái kim loại để lắp đặt, nhưng mái kim loại sẽ kéo dài hơn vì vậy chi phí đời sống ít hơn mỗi năm. Một số tài liệu có thể cần được chăm sóc nhiều hơn những tài liệu khác, việc duy trì chi phí cho một số tài liệu cũng có thể ảnh hưởng đến quyết định cuối cùng. Rủi ro khi xem xét chi phí đời của vật liệu là nếu tòa nhà bị hư hỏng như lửa hoặc gió, hoặc nếu vật liệu không bền như quảng cáo. Chi phí nguyên vật liệu nên được tính đến để chịu rủi ro để mua các vật liệu cháy để tăng tuổi thọ. Người ta nói rằng 'nếu nó phải được thực hiện, nó phải được thực hiện tốt'.

### Chi phí sinh thái
Chi phí ô nhiễm có thể là vĩ mô và vi mô. Môi trường, ô nhiễm môi trường của các ngành công nghiệp khai thác vật liệu xây dựng dựa vào khai thác mỏ, dầu khí và khai thác gỗ gây ra thiệt hại về môi trường tại nguồn và vận chuyển nguyên liệu, sản xuất, vận chuyển sản phẩm, bán lẻ và lắp đặt. Một ví dụ về khía cạnh vi mô của ô nhiễm là sự phóng xạ ra ngoài của các vật liệu xây dựng trong tòa nhà hoặc ô nhiễm không khí trong nhà. Danh sách đỏ vật liệu xây dựng là vật liệu được tìm thấy có hại. Cũng là dấu chân cacbon, tổng lượng phát thải khí nhà kính được sản xuất trong cuộc đời của vật liệu. Phân tích chu kỳ sống cũng bao gồm việc tái sử dụng, tái chế hoặc thải bỏ chất thải xây dựng. Hai khái niệm về xây dựng trong đó có tính kinh tế sinh thái của vật liệu xây dựng là xây dựng xanh và phát triển bền vững.

### Chi phí năng lượng
Chi phí năng lượng ban đầu bao gồm lượng năng lượng tiêu thụ để sản xuất, cung cấp và lắp đặt vật liệu. Chi phí năng lượng lâu dài là chi phí kinh tế, sinh thái và xã hội để tiếp tục sản xuất và cung cấp năng lượng cho tòa nhà để sử dụng, duy trì và loại bỏ hoàn toàn. Năng lượng thể hiện ban đầu của một cấu trúc là năng lượng tiêu thụ để chiết xuất, sản xuất, cung cấp, lắp đặt, các vật liệu. Năng lượng được thể hiện suốt đời tiếp tục phát triển với việc sử dụng, bảo dưỡng, và tái sử dụng / tái chế / thải bỏ các vật liệu xây dựng và cách thức vật liệu và thiết kế giúp giảm tối thiểu tiêu hao năng lượng của cấu trúc.

### Chi phí xã hội
Chi phí xã hội là thương tích và sức khoẻ của người sản xuất và vận chuyển vật liệu và các vấn đề sức khoẻ tiềm ẩn của người xây dựng nếu có vấn đề với sinh học xây dựng. Toàn cầu hoá đã có những tác động đáng kể đến người dân cả về công việc, kỹ năng và tự cung tự cấp bị mất khi các cơ sở sản xuất bị đóng cửa và các khía cạnh văn hoá nơi mở các cơ sở mới. Các khía cạnh của thương mại công bằng và quyền lao động là những chi phí xã hội của việc sản xuất vật liệu xây dựng toàn cầu.

## Các vật liệu tồn tại trong tự nhiên

### Cây bụi

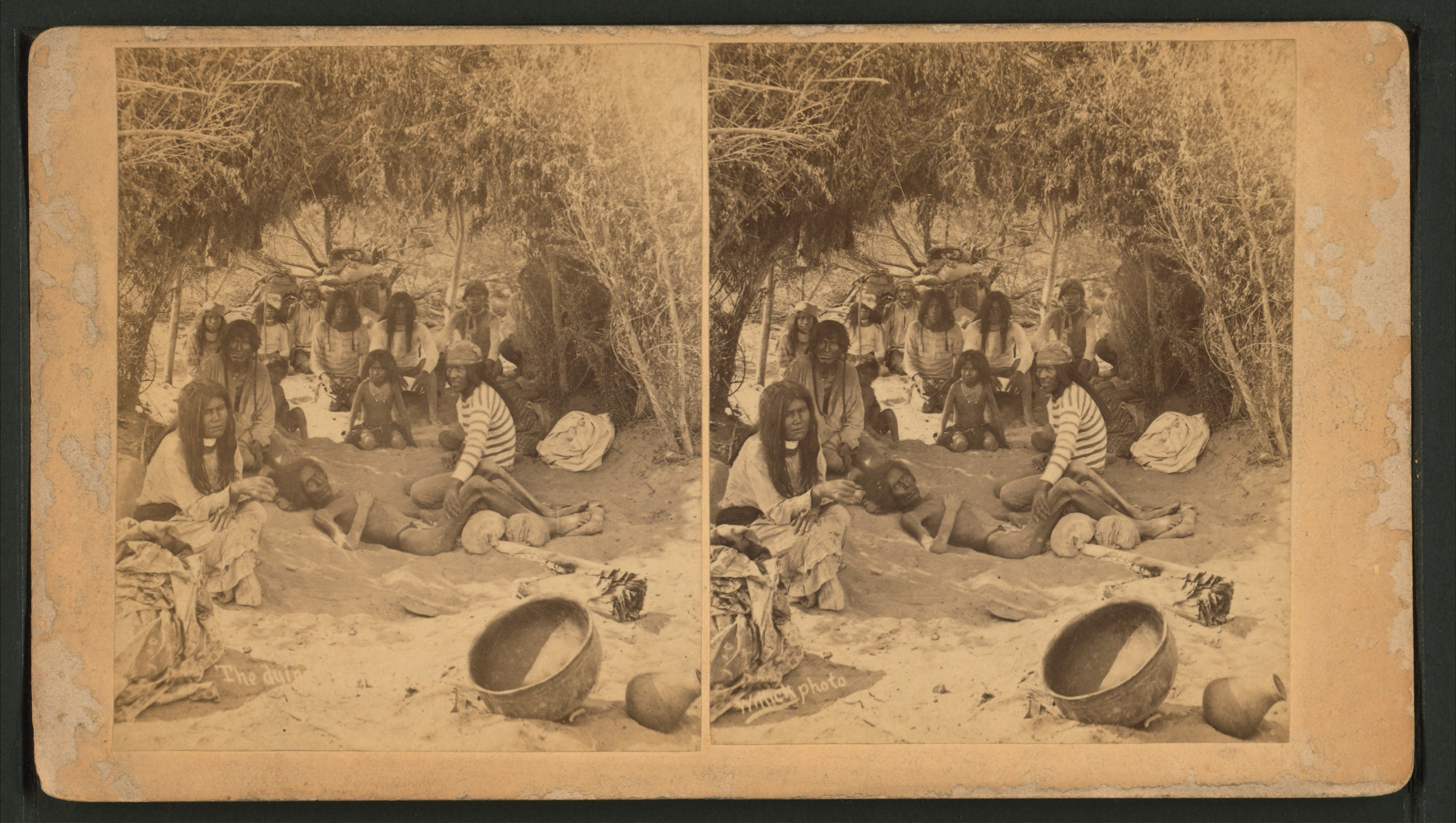
Một nhóm người Mohave trước một nhà làm từ cây

Các cấu trúc làm từ cây được xây dựng hoàn toàn từ các bộ phận của cây trồng và được sử dụng trong các nền văn hoá nguyên thủy như người Mỹ bản địa, người pigmy ở châu Phi. Chúng được xây dựng chủ yếu bằng cành, nhánh và lá cây, và cả vỏ cây, tương tự như nhà nghỉ của con gấu. Các loại nhà này được gọi theo tên phương ngữ là wikiup, lean-to, vân vân.
Một phần mở rộng về ý tưởng xây dựng dùng lưới là quá trình đúc và bồi đắp trong đó đất sét hoặc phân, thường là phân bò, được sử dụng để lấp đầy và bao phủ một cấu trúc giống như bàn chải. Điều này cho phép cấu trúc nhà có thêm khối lượng và sức chịu nhiệt. Wattle và daub là một trong những kỹ thuật xây dựng lâu đời nhất. Nhiều tòa nhà khung gỗ lớn hơn kết hợp wattle và daub như tường không chịu tải giữa các khung gỗ.

### Băng và tuyết
Tuyết và thỉnh thoảng là băng đã được người Inuit sử dụng để xây các nhà tuyết (igloo) và tuyết được sử dụng để xây dựng một nhà tạm dùng để trú ẩn được gọi là một quinzhee. Băng cũng đã được sử dụng cho các khách sạn băng như một điểm thu hút khách du lịch ở các vùng khí hậu lanh gần Bắc cực.

### Bùn và đất sét
Các tòa nhà dựa trên đất sét thường có hai loại khác biệt. Một là khi các bức tường được làm trực tiếp với hỗn hợp bùn, và một là các bức tường được xây dựng bằng cách xếp khối xây dựng khô không khí gọi là gạch bùn.